# Auxelles-Haut
Auxelles-Haut es una comuna francesa situada en el departamento del Territorio de Belfort, en la región de Borgoña-Franco Condado.
Los habitantes se llaman Quichelots.

## Geografía
Está ubicada a 12 km al norte de Belfort. 

## Demografía
| 301 | 256 | 228 | 220 | 252 | 305 | 310 | 287 |
| Para los censos de 1962 a 1999 la población legal corresponde a la población sin duplicidades (Fuente: INSEE [Consultar]) |     |     |     |     |     |     |     |